# Los momentos
Los Momentos è il sesto album di studio della cantante e compositrice messicana Julieta Venegas. È stato pubblicato in America Latina, Messico e Spagna il 19 marzo 2013 da Sony International. Registrato nel suo studio personale a Città del Messico tra febbraio ed ottobre 2012, è stato co-prodotto da Yamil Rezc. Conta numerose collaborazioni, ad esempio Vuelve è cantata insieme con la rapper franco-cilena Anita Tijoux e col leader dei messicani Café Tacuba Rubén Albarrán. Natalia Lafourcad, invece ha partecipato suonando la chitarra in alcune canzoni, mentre nei cori si può ascoltare la voce di Cecilia (detta Ceci) Bastida.
A differenza dei suoi album precedenti, incluso Otra cosa, la stessa Julieta dichiara che si tratta di un album più "oscuro, riflessivo". Afferma che la violenza che nell'ultimo periodo si sta vivendo in Messico ha fatto cambiare il suo modo di cantare, come se le si fosse addolcita la voce. I testi, sempre scritti da lei, sono più riflessivi e meno "felici". In Messico è in atto una spietata guerra tra le organizzazioni dedite al narcotraffico, con decine di migliaia di vittime ogni anno, anche tra la gente comune.
Il primo singolo, uscito il 18 dicembre 2012, è Tuve Para Dar. Tratta dei problemi che ci sono attualmente in Messico. Per questo è stato girato anche un video, diretto da Yvonne Venegas e Gregory Allen.
Il 14 febbraio 2013 è uscito Te Vi, il secondo singolo annunciato attraverso la sua pagina ufficiale Twitter.

## Produzione dell'album
Città del Messico

## Tracce
Edizione standard
1. Hoy – 2:51 (Julieta Venegas)
2. Por qué? – 2:48 (Julieta Venegas)
3. Te Vi – 3:29 (Julieta Venegas)
4. Nada Importante – 3:23 (Julieta Venegas)
5. Verte Otra Vez – 3:30 (Julieta Venegas)
6. Vuelve (con Rubén Albarrán e Anita Tijoux) – 3:36 (Julieta Venegas, Rubén Albarrán, Anita Tijoux)
7. No Creí – 3:30 (Julieta Venegas)
8. Volver a Empezar – 2:52 (Julieta Venegas)
9. Tuve Para Dar – 3:22 (Julieta Venegas)
10. Los Momentos – 3:23 (Julieta Venegas)
11. Un Poco de Paz – 3:21 (Julieta Venegas)

## Classifiche
| Classifiche (2013) | Posizione massima |
| ------------------ | ----------------- |
| Argentina          | 2                 |
| Messico            | 22                |
| Spagna             | 35                |